# Enfermedad profesional

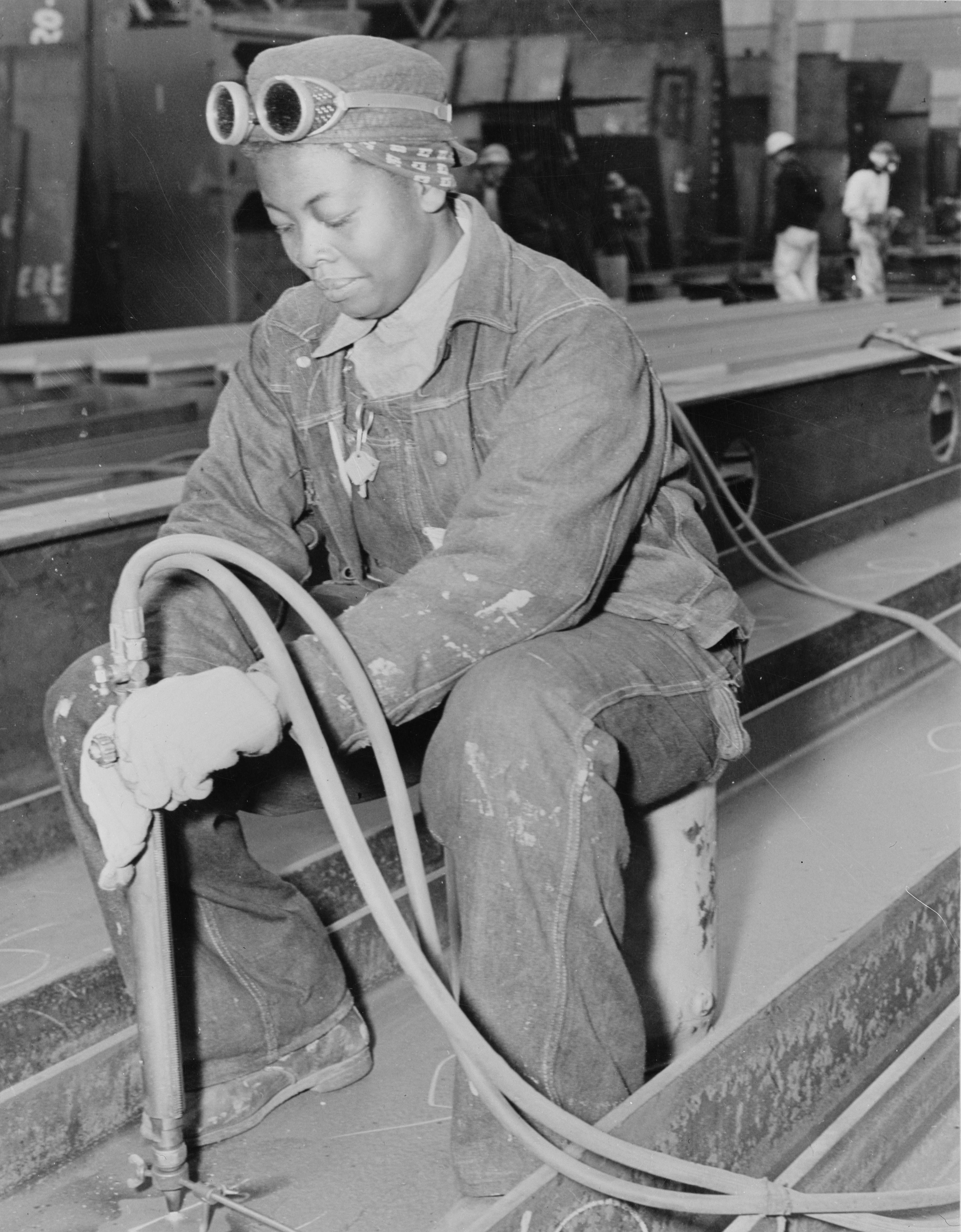
Trabajadora de un muelle marino.

Se denomina enfermedad profesional a aquella enfermedad adquirida en el puesto de trabajo de un trabajador por cuenta ajena. Dicha enfermedad está declarada como tal por la ley o el resto del Derecho. Son ejemplos la neumoconiosis, la alveolitis alérgica, la lumbalgia, el síndrome del túnel carpiano, la exposición profesional a gérmenes patógenos y diversos tipos de cáncer, entre otras.
En países como España, Argentina o El Salvador, a efectos legales, se conoce como enfermedad profesional aquella que, además de tener su origen laboral, está incluida en una lista oficial publicada por el Ministerio de Trabajo y da, por tanto, derecho al cobro de las indemnizaciones oportunas.
La disciplina dedicada a su prevención es la higiene industrial; la medicina del trabajo se especializa en la curación y rehabilitación de los trabajadores afectados, y la ergonomía y psicosociología se encarga del diseño productivo de los ambientes de trabajo para adaptarlos a las capacidades de los seres humanos.
Las enfermedades profesionales, junto con los accidentes de trabajo, se conocen como contingencias profesionales, frente a las contingencias comunes (enfermedad común y accidente no laboral). En España, CC.OO., consideró en su campaña informativa "Tu salud no está en nómina" que las doce enfermedades más comunes que requieren más información preventiva son las siguientes: estrés térmico, silicosis, asbestosis, enfermedades causadas por exposición a agentes químicos, enfermedades de la voz, enfermedades respiratorias, enfermedades infecciosas, dermatitis y alergias, cáncer de origen laboral, hipoacusia, enfermedades osteomusculares y el estrés laboral.

## Identificación como enfermedad laboral
Para catalogar como profesional a una enfermedad es imprescindible que existan elementos básicos que la diferencien de una enfermedad común:
- Agente: debe existir un agente causal en el ambiente o especiales condiciones de trabajo, potencialmente lesivos para la salud. Pueden ser físicos, químicos, biológicos o generadores de sobrecarga física para el trabajador expuesto.
- Exposición: es condición sine qua non demostrar que, como consecuencia del contacto entre el trabajador y el agente o particular condición de trabajo, se posibilita la gestación de un daño a la salud. Los criterios de demostración pueden ser:
  1. Cualitativos: consiste en establecer, de acuerdo con los conocimientos médicos vigentes, una lista taxativa de ocupaciones con riesgo de exposición, y la declaración del afectado o de sus representantes de estar desempeñando esa ocupación o haberlo hecho.
  2. Cuantitativos: se refiere a las disposiciones existentes en cuanto a los valores límites o concentraciones máximas permisibles para cada uno de los agentes incorporados a la lista. Este criterio es de suma importancia porque permite instrumentar programas de vigilancia, determinar niveles de tolerancia y precisar los grupos de personas que deben ser objeto de este monitoreo. Los exámenes periódicos y las mediciones específicas del medio se incorporan como los medios idóneos para la prevención.
- Enfermedad: debe existir una enfermedad o un daño al organismo claramente delimitados en sus aspectos clínicos, de laboratorio, de estudios por imágenes, terapéuticos y anatomopatológicos que provenga de la exposición del trabajador a los agentes o condiciones de exposición ya señalados.
- Nexo de causalidad: debe demostrarse con pruebas científicas (clínicas, experimentales o estadísticas) que existe un vínculo inexcusable entre la enfermedad y la presencia en el trabajo de los agentes o condiciones delineados precedentemente.

No es necesario que la patología haya originado ya una incapacidad. El concepto actual es que el derecho a tutelar es la salud del trabajador, y la ley argentina 24.557 (Riesgos de Trabajo) apunta a la prevención más que al resarcimiento económico del daño generado.
Inclusión en la lista oficial: la restricción en el número de enfermedades profesionales de aquellas que cumplen con determinadas condiciones garantiza el otorgamiento automático de las prestaciones para los que aparecen en la lista, con lo que se reduce la incidencia de litigios y se facilita el manejo médico administrativo de los casos.
Debido a que las condiciones laborales y los agentes nocivos constituyen variables que se van modificando conforme evolucionan las circunstancias del mundo laboral, existe un comité consultivo permanente que analiza si una nueva enfermedad amerita o no su incorporación al listado.

## Enfermedades osteomusculares
En el ámbito industrial, la principal fuente de enfermedades profesionales corresponde a la exposición de segmentos osteomusculares de los trabajadores a dolencias provenientes de actividades que requieren repetición, fuerza y posturas disfuncionales por períodos prolongados de tiempo. Un factor adicional, no menos importante, es la vibración que el manejo de algunas herramientas o máquinas pueden ocasionar a estos segmentos corporales.

### Enfermedades osteomusculares más frecuentes

#### Fisiopatología de las lesiones osteomusculares de origen profesional
Los tejidos musculares requieren de una oxigenación adecuada y de una perfusión tisular suficiente para lograr el metabolismo fisiológico de la función muscular.
En el caso de actividades de alta repetición, las masas musculares asociadas no alcanzan una relajación completa, por lo tanto el nivel de perfusión de las células musculares y los extremos tendinosos disminuye significativamente, dando lugar a un metabolismo anaerobio y a una acumulación de sustancias de desecho que ocasionan dolor en el corto plazo, y la disminución progresiva de la capacidad muscular. La prolongación de esta situación, comienza a causar inflamación de las estructuras afectadas.

## Enfermedad degenerativa del disco cervical
Constituye una enfermedad poco diagnosticada como enfermedad laboral y muchas veces se confunde con espasmo muscular, debido al estrés; se presenta en la realización de tareas que requieren posturas incómodas del cuello o permanencia en una posición estática tales como operar computadores o conducir.
Dentro del grupo de menores de 40 años se manifiesta el dolor antes de encontrarse cambios radiográficos; sin embargo, en los mayores de 40 años, en quienes esta enfermedad es menos común, lo primero que se encuentra son las alteraciones de la radiografía.
Los síntomas característicos son dolor agudo o de aumento gradual a nivel de nuca o interescapular alto, más intenso en la noche o al mantener la cabeza fija, que al examen físico puede que sólo muestre algo de restricción al movimiento. Puede encontrarse también síntomas regionales en hombro y brazo como dolor irradiado o parestesias debajo del codo o hasta los dedos pero sin abarcar toda la mano o incluso manifestarse como una cefalea inespecífica.
Para diagnosticarla, es necesario realizar una radiografía anteroposterior y lateral de columna cervical si se sospecha un problema importante tales como estenosis del espacio del disco u osteofitos.
Debe hacerse diagnóstico diferencial con enfermedad de columna torácica, tumor, infecciones, espasmo cervical, tumor de pancoast o neuritis braquial por radiculopatía.
Inicialmente deben tomarse medidas generales cómo evitar las posiciones que desencadenan el dolor y realizar ejercicios antes y durante las actividades en que se mantenga el cuello en una posición o posiciones incómodas además, dormir en sillón blando con el torso a 45°.
Si esto no fuese suficiente, puede implementarse el uso de collarín cervical blando, antiinflamatorios no esteroideos (AINE) o acetaminofén + codeína, junto con la aplicación de calor y masaje durante la primera semana.
Si se acompaña de una radiculopatía, puede considerarse la extirpación del disco, una corpectomía o una laminoplastia.

### Síndrome de pinzamiento de hombro
Se presenta predominantemente en actividades en las que hay exceso de uso o posterior a sobrecargas repentinas de esta articulación.
Inicia con una bursitis subacromial al pinzarse esta o los tendones del manguito rotador contra el ligamento coracoacromial al realizar movimientos por encima de la altura del hombro, posteriormente aparece una tendinitis del supraespinoso y una ulceración y desgarro parcial que puede evolucionar a la total ruptura del manguito, paralelo a esto hay degeneración osteofíticadel acrómion con más atrapamiento del espacio subacromial. Puede haber también ruptura de la cabeza del bíceps.
Dolor agudo o gradual en hombro anterior que aparece al realizar nuevas actividades de movimientos repetitivos. Algunas veces dolor en la cara lateral del brazo que en ocasiones se irradia a la parte distal, codo y mano de intensidad variable.
Consiste en dolor en brazo durante la abducción de 30° a 40° de elevación, arriba de 90° en posición de flexión hacia adelante, en flexión del codo a 90° la rotación externa no produce molestia, la interna sí es dolorosa.
Se diagnostica mediante radiografía simple de hombro AP tomada en rotación interna y externa, axilar y de salida. cambios esclerótico y degenerativos de la articulación. en mayores de 70 años la mayoría tienen desgarros del manguito.
Diagnóstico diferencial: angina por IAM, infección aguda del hombro, artritis degenerativa sintomática, osteoartritis de la articulación glenohumeral no es común.
El tratamiento tiene como objetivo el resolver el dolor y la estabilidad muscular. Se inicia con medidas conservadoras como ejercicio pasivo y evitar trabajos con el hombro sobre la cabeza o es posible inyectar corticosteroide con anestésico local con aguja 25 hacia la tuberosidad mayor 2.5 cm bajo el cuadrante lateral anterior del acromion. Se realiza el diagnóstico si el dolor mejora de inmediato. También puede considerarse en casos más complicados la cirugía abierta o artroscopia para descomprimir el espacio, la bursectomía y debridación y reparación del manguito si fuese necesario.

### Síndrome de la salida torácica
Es una compresión de los paquetes neurovasculares procedentes de cuello y tórax por debajo de la clavícula hacia la axila. Es poco frecuente y tiene diversas causas tales como las costillas supernumerarias, síndrome de escalenos, apófisis costiforme, síndrome del pectoral menor, oclusión no trombótica de la vena subclavia o la simple inflamación. Generalmente se presenta en oficios en los que es necesario adoptar posiciones incómodas con el brazo sobre la cabeza por largos tiempos y se correlaciona con personas de cuello largo y hombros caídos.
Es muy común que se presenten parestesias y dolor que se irradian al brazo, hay problemas con las actividades por encima de la cabeza, se siente la mano pesada y hay síntomas en los músculos inervados por el cubital así como síntomas de compresión venosa.
Es necesario diferenciarlo de otras patologías tales como enfermedad del disco cervical o compresión del nervio cubital en el túnel cubital para lo que se puede realizar radiografía simple de columna cervical buscando costillas cervicales, apófisis transversas o hipoplasia de la primera costilla o tumores de pancoast.

## Lesiones de codo, muñeca o mano

### Síndrome del túnel carpiano
Muñequera para soporte en el síndrome del túnel carpiano. A menudo, el síndrome del túnel carpiano es el justificativo para una demanda por enfermedad laboral. Por lo general, se debe una combinación de factores que aumentan la presión en el nervio y los tendones de la muñeca. Puede ser una predisposición congénita en algunos individuos, de tener el túnel carpiano es simplemente más pequeño en algunas personas que en otras. Otros factores que contribuyen al diagnóstico incluyen traumatismos o lesiones en la muñeca que causan la hinchazón, tal como una torcedura o una fractura; así como acciones hormonales, autoinmunes y estrés laboral (uso repetido de herramientas manuales de vibración, por ejemplo), entre otras.
Existen pocos datos clínicos que comprueban si el realizar movimientos repetitivos y forzados con la mano y la muñeca en actividades laborales o de diversión puede causar el síndrome del túnel carpiano. Los movimientos repetitivos que se realizan en el curso normal del trabajo u otras actividades diarias pueden dar lugar a trastornos de movimientos repetitivos tales como bursitis (inflamación de una pequeña bolsa aislante articular) y tendinitis (inflamación de los tendones). El calambre de escritor —una condición causada por una falta en la coordinación motriz, dolor y presión en los dedos, la muñeca o el antebrazo como consecuencia de una actividad repetitiva— no es un síntoma del síndrome del túnel carpiano.

### Epicondilitis humeral lateral
También llamado codo de tenista, ya que se presenta por dorsiflexión repetitiva o extensión forzada repetitiva de la muñeca, se produce necrosis colágena en la inserción en el epicóndilo del músculo extensor radial corto del carpo y en el origen del extensor radial largo.
El dolor que se irradia al dorso del antebrazo se puede presentar en la noche en el reposo pero lo más común es que se relacione con la actividad (empuñar, dorsiflexionar la muñeca). Al examen físico se pueden reproducir los síntomas pidiendo al paciente que haga dorsiflexión forzada o se halla dolor en el epicóndilo lateral a la palpación.
Se previene con el fortalecimiento general de la musculatura de codo y antebrazo y uso apropiado de herramientas manuales.
Se trata al suprimir la actividad causante, aplicando AINE y acetónido de triamcinolona (40 mg), inyectados en el área dolorosa. Sin embargo, pueden producirse reacciones adversas como necrosis grasa, atrofia local de la piel o despigmentación. La cirugía rara vez es necesaria y tiene como fin la liberación del extensor común.

### Tenosinovitis de Quervain
Afecta el primer compartimiento dorsal extensor de la muñeca, se debe al abuso excesivo del pulgar y la empuñadura repetitiva.
El paciente tiene como antecedente las maniobras de empuñadura repetitivas, presenta dolor y/o inflamación en el lado radial de la base del pulgar, intenso dolor cuando se pide al paciente que realice desviación cubital de la mano (martillar), conocida como maniobra de Finkelstein.
Corresponde disminuir las actividades desencadenantes, lidocaína (1 mL) inyectada con aguja calibre 25 seguida de acetónido de triamcinolona en la vaina del primer extensor dorsal común; AINE; inmovilización; en casos graves: cirugía de la vaina del extensor común.

### Epicondilitis medial
Llamada también epitrocleítis, codo de golfista o síndrome del pronador-flexor, es causado por el uso excesivo de los flexores de los dedos y flexores y pronadores de la muñeca. Afecta a golfistas, lanzadores en baseball, trabajadores manuales.
Muestra hiperestesia local, dolor durante el ejercicio o la flexión de la muñeca contra resistencia.
Se trata con reposo, banda en antebrazo proximal, esteroides inyectados.

### Compresión del nervio cubital
Producido por el atrapamiento, irritación o subluxación del nervio cubital a su paso por el túnel cubital. se relaciona con lesiones anteriores de codo, ostepfitos crecientes, cúbito valgo, nervio subluxado que se sale del surco, presión prolongada sobre el nervio que provoca inflamación o lesión de estructuras corporales cercanas. Se presenta en profesiones en las que se mantiene un apoyo prolongado sobre los codos.
Los pacientes presentan dolor agudo en cara medial del codo, parestesias en la distribución del nervio, los síntomas se agravan con la flexión o apoyo del codouna mesa. signo de Tinel sobre el túnel cubital, debilidad de los músculos interóseos y del adductor del pulgar.
El diagnóstico es clínico, corresponde diferenciarlo de la compresión del nervio a nivel del canal de Guyón, aquí no se presentan alteraciones sensitivas en meñique y mitad del anular.
Con tratamiento conservador, evitar presión sobre el codo flexionado, si hay atrofia de los interóseos se realiza descompresión quirúrgica con epicondilectomía medial o transposición del nervio a una posición submuscular.

## Cáncer laboral
Se piensa que la mayoría de los cánceres de adultos se deben a una combinación de factores originados por el tipo de vida y por la exposición ambiental. Mientras que solo un 20% corresponde a cánceres originados por factores endógenos (propios de cada individuo), el 80% restante corresponde a exposiciones a factores exógenos o medioambientales, como pueden ser el asbesto, el tabaco o la exposición a factores ambientales laborales.
Dos agentes preocupantes son la exposición a la radiación solar y la exposición a lámparas de bronceado, ambos emisores de rayos ultravioletas, productores de células malignas en la piel.

### Fases
El proceso de carcinogénesis consta de tres fases:
- Fase de iniciación: Se produce una mutación en el ADN debido a la interacción con un agente cancerígeno.
- Fase de promoción: Desarrollo tumoral debido a la estimulación del desarrollo de la célula alterada, a causa de la exposición a factores ambientales
- Fase de progresión: Desarrollo del tumor maligno, diseminado por metástasis. También conocido como período de latencia, se extiende desde la primera exposición hasta la primera manifestación del tumor.[6]

### Ejemplos
- Cáncer de pulmón por amianto: trabajadores de la construcción, demolición, textiles, navales, pintores, de minas... y personas que utilizaran amianto en equipos de producción individual.[7]
- Cáncer de pulmón por hulla, coque, etc.: trabajadores de hornos de coque, deshollinadores, etc.
- Cáncer de pulmón por arsénico: trabajadores de curtido de pieles, plaguicidas, fundiciones de cobre, etc.

## Legislación
En España, el Real decreto 1299/2006, de 10 de noviembre, por el que se aprueba el cuadro de enfermedades profesionales en el sistema de la Seguridad Social y se establecen criterios para su notificación y registro. BOE núm. 302 de 19 de diciembre.
En Argentina en 1995 se sanciona y promulga la ley de Riesgo de Trabajo Nro 24.557.
En México, la protección al trabajador se halla presente en el artículo 123 constitucional y en la Ley Federal del Trabajo Archivado el 14 de noviembre de 2020 en Wayback Machine.. El tratamiento de las enfermedades profesionales depende de la institución de seguridad social a la que el sitio de trabajo esté inscrito, sea el ISSSTE o el IMSS.
en Colombia se reglamenta todo lo relacionado con la seguridad y salud en el trabajo mediante la ley 1072 del 2015 del ministerio del trabajo.